# Liga Suprema de Ucrania 1992-93
La Liga Suprema de Ucrania 1992-93 fue la segunda edición del campeonato de fútbol de máximo nivel en Ucrania. Dinamo Kiev ganó el campeonato.

## Tabla de posiciones
|     | Equipo                | Pts | PJ | PG | PE | PP | GF | GC |
| --- | --------------------- | --- | -- | -- | -- | -- | -- | -- |
| 1.  | Dinamo Kiev           | 44  | 30 | 18 | 8  | 4  | 59 | 14 |
| 2.  | Dnipro Dnipropetrovsk | 44  | 30 | 18 | 8  | 4  | 51 | 20 |
| 3.  | Chernomorets Odessa   | 38  | 30 | 17 | 4  | 9  | 43 | 31 |
| 4.  | Shajtar Donetsk       | 34  | 30 | 11 | 12 | 7  | 44 | 32 |
| 5.  | Metalist Járkov       | 31  | 30 | 12 | 7  | 11 | 37 | 34 |
| 6.  | Karpaty Lviv          | 30  | 30 | 10 | 10 | 10 | 37 | 38 |
| 7.  | Metalurg Zaporizhia   | 29  | 30 | 10 | 9  | 11 | 38 | 35 |
| 8.  | Kryvbas Kryvyi Rih    | 27  | 30 | 8  | 11 | 11 | 27 | 40 |
| 9.  | Kremin Kremenchuk     | 27  | 30 | 8  | 11 | 11 | 23 | 40 |
| 10. | Tavriya Simferopol    | 26  | 30 | 11 | 4  | 15 | 30 | 39 |
| 11. | Volyn Lutsk           | 26  | 30 | 10 | 6  | 14 | 37 | 54 |
| 12. | Bukovyna Chernivtsi   | 26  | 30 | 9  | 8  | 13 | 27 | 32 |
| 13. | Torpedo Zaporizhya    | 25  | 30 | 9  | 7  | 14 | 32 | 40 |
| 14. | Nyva Ternopil         | 25  | 30 | 8  | 9  | 13 | 22 | 25 |
| 15. | Zarya-MALS Lugansk    | 24  | 30 | 10 | 4  | 16 | 26 | 46 |
| 16. | Veres Rivne           | 24  | 30 | 9  | 6  | 15 | 29 | 42 |

|  | Campeón de Ucrania y clasificado a la Liga de Campeones |
|  | Copa de la UEFA                                         |
|  | Recopa de Europa                                        |